# امانوئل ماس
امانوئل ماتیاس ماس (اسپانیایی: Emmanuel Matías Mas‎؛ زادهٔ ۱۵ ژانویهٔ ۱۹۸۹) بازیکن فوتبال اهل آرژانتین است.
از باشگاه‌هایی که در آن بازی کرده‌است می‌توان به سن لورنزو، ترابوزان‌اسپور و بوکا جونیورز اشاره کرد.
وی همچنین در تیم ملی فوتبال آرژانتین بازی کرده است.